# Stabiliteit (sorteeralgoritme)
Een sorteeralgoritme wordt stabiel genoemd als elementen die dezelfde sleutel hebben niet bij het sorteren ten opzichte van elkaar van volgorde veranderen. De sleutel is dat attribuut of kenmerk van een element dat wordt vergeleken met de sleutel van een ander element om de volgorde te bepalen. Een stabiel sorteeralgoritme maakt het mogelijk op een combinatie van attributen te sorteren door op elk van die attributen na elkaar te sorteren.